# 阿久比 (阿久比町)
阿久比（あぐい）は、愛知県知多郡阿久比町にある地名。

## 地理
阿久比町の中央部に位置している。

### 小字
阿久比町に属している小字は以下の通りである
| - 旭（あさひ） - 井瀬（いぜ） - 上ノ山（うえのやま） - 兎谷（うさぎだに） - 駅前1丁目（えきまえ1ちょうめ） - 駅前2丁目（えきまえ2ちょうめ） - 親田（おやだ） - 上菅廻間（かみすがばさま） - 唐透（からどおし） - 北海道（きたかいどう） - 北下川（きたしもかわ） - 五葉下（ごようした） - 五葉（ごよう） | - 桜ケ丘（さくらがおか） - 桜谷（さくらだに） - 桜（さくら） - 地蔵山（じぞうやま） - 下菅廻間（しもすがばさま） - 正場（しょうば） - 千速（せんぞく） - 大官田（だいかんだ） - 高川（たかがわ） - 田ノ脇（たのわき） - 長光寺西（ちょうこうじにし） - 中根下（なかねした） - 中向山（なかむかいやま） | - 奈古（なこ） - 西上野（にしうえの） - 西中根（にしなかね） - 西向山（にしむかいやま） - 東中根（ひがしなかね） - 東向山（ひがしむかいやま） - 尾社（びしゃ） - 広海道（ひろかいどう） - 松畑（まつばた） - 真向塚（まむこうづか） - 南下川（みなみしもかわ） - 宮後（みやうしろ） - 宮前（みやまえ） - 元荒古（もとあらこ） |

## 世帯数と人口
2015年（平成27年）10月1日現在の世帯数と人口は以下の通りである。
| 大字   | 世帯数  | 人口    |
| ------ | ------- | ------- |
| 阿久比 | 403世帯 | 1,143人 |

### 人口の変遷
国勢調査による人口の推移
| 1995年（平成7年）  | 844人   | [ 6 ] |  |
| 2000年（平成12年） | 780人   | [ 7 ] |  |
| 2005年（平成17年） | 1,084人 | [ 8 ] |  |
| 2010年（平成22年） | 1,132人 | [ 9 ] |  |
| 2015年（平成27年） | 1,143人 | [ 2 ] |  |

## 交通

### 鉄道
名古屋鉄道（名鉄）
■ 河和線 阿久比駅

### 道路
- 愛知県道464号南粕谷半田線

## 施設
- 愛知県立阿久比高等学校
- 知多信用金庫 阿久比支店

## その他

### 日本郵便
- 郵便番号 : 470-2213[3]（集配局：半田郵便局[10]）。